# 5 AM
5 AM – singel brytyjskiej piosenkarki Katy B, promujący jej drugi album, zatytułowany Little Red. Singel swoją premierę miał 4 listopada 2013 roku nakładem wytwórni fonograficznej Sony. Produkcją utworu zajął się Geeneus. „5 AM” dotarło do 14. miejsca UK Singles Chart. 30 września 2013 roku ukazał się oficjalny teledysk do piosenki, wyreżyserowany przez Ronana Pollocka.

## Lista utworów
- Digital download[5]

1. „5 AM” – 3:22
2. „I Like You” – 4:06
3. „5 AM” (Acapella) – 3:43
4. „5 AM” (Route 94 Remix) – 5:15
5. „5 AM” (Leftwing & Kody Remix) – 6:41

- Promo CD[6]

1. „5 AM” (Radio Edit)
2. „5 AM” (Original)
3. „5 AM” (Instrumental)

## Notowania
| Kraj (2013)                        | Najwyższa pozycja |
| ---------------------------------- | ----------------- |
| Szkocja (OCC)                      | 21                |
| Wielka Brytania (UK Singles Chart) | 14                |